# Nashville Plantation
Nashville Plantation ist eine Plantation im Aroostook County des Bundesstaates Maine in den Vereinigten Staaten. Im Jahr 2020 lebten dort 27 Einwohner in 25 Haushalten auf einer Fläche von 92,2 km². Aufgrund seiner geringen Bevölkerungszahl besitzt Nashville Plantation keine eigene Gemeindeverwaltung, sondern dies erfolgt vom nahen Ashland aus.

## Geografie
Nach Angaben des United States Census Bureau hat die Plantation eine Fläche von 92,2 km²; 91,2 km² davon entfallen auf Land und 1,0 km² auf Gewässer.

### Geografische Lage
Die Nashville Plantation liegt im Nordosten des Aroostook Countys. Der Little Machias Lake, durch den der Little Machias River in südöstliche Richtung fließt, liegt im Nordwesten der Plantation. Er ist der größte See auf gem Gebiet von Nashville. Die Oberfläche des Gebietes ist eben, ohne höhere Erhebungen.

### Nachbargemeinden
Alle Entfernungen sind als Luftlinien zwischen den offiziellen Koordinaten der Orte aus der Volkszählung 2010 angegeben.
- Norden: Portage Lake, 3,7 km
- Nordosten: Unorganized Territory von Square Lake, 21,9 km
- Osten: Ashland, 12,1 km
- Süden: Garfield Plantation, 4,0 km
- Westen: Unorganized Territory von Northwest Aroostook,76,0 km

### Stadtgliederung
In Nashville Plantation gibt es mit Skerry, einer ehemaligen Eisenbahnstation, ein Siedlungsgebiet.

## Geschichte
Die Nashville Plantation wurde am 25. Juni 1860 organisiert, um den Bewohnern das Wahlrecht zu ermöglichen. Die ursprüngliche Bezeichnung lautete Township Number 12 Sixth Range West of the Easterly Line of the State (T12 R6 WELS). Erneut wurde Nashville in den Jahren 1873 und 1889 organisiert. Schließlich wurde der Status im Jahr 1895 bestätigt.

### Einwohnerentwicklung
| Volkszählungsergebnisse – Plantation of Nashville, Maine | Volkszählungsergebnisse – Plantation of Nashville, Maine | Volkszählungsergebnisse – Plantation of Nashville, Maine | Volkszählungsergebnisse – Plantation of Nashville, Maine | Volkszählungsergebnisse – Plantation of Nashville, Maine | Volkszählungsergebnisse – Plantation of Nashville, Maine | Volkszählungsergebnisse – Plantation of Nashville, Maine | Volkszählungsergebnisse – Plantation of Nashville, Maine | Volkszählungsergebnisse – Plantation of Nashville, Maine | Volkszählungsergebnisse – Plantation of Nashville, Maine | Volkszählungsergebnisse – Plantation of Nashville, Maine |
| Jahr                                                     | 1800                                                     | 1810                                                     | 1820                                                     | 1830                                                     | 1840                                                     | 1850                                                     | 1860                                                     | 1870                                                     | 1880                                                     | 1890                                                     |
| -------------------------------------------------------- | -------------------------------------------------------- | -------------------------------------------------------- | -------------------------------------------------------- | -------------------------------------------------------- | -------------------------------------------------------- | -------------------------------------------------------- | -------------------------------------------------------- | -------------------------------------------------------- | -------------------------------------------------------- | -------------------------------------------------------- |
| Einwohner                                                |                                                          |                                                          |                                                          |                                                          |                                                          |                                                          |                                                          |                                                          | 33                                                       | 34                                                       |
| Jahr                                                     | 1900                                                     | 1910                                                     | 1920                                                     | 1930                                                     | 1940                                                     | 1950                                                     | 1960                                                     | 1970                                                     | 1980                                                     | 1990                                                     |
| Einwohner                                                | 32                                                       | 27                                                       | 39                                                       | 32                                                       | 36                                                       | 28                                                       | 30                                                       | 50                                                       | 48                                                       | 43                                                       |
| Jahr                                                     | 2000                                                     | 2010                                                     | 2020                                                     | 2030                                                     | 2040                                                     | 2050                                                     | 2060                                                     | 2070                                                     | 2080                                                     | 2090                                                     |
| Einwohner                                                | 55                                                       | 46                                                       | 27                                                       |                                                          |                                                          |                                                          |                                                          |                                                          |                                                          |                                                          |

## Wirtschaft und Infrastruktur

### Verkehr
Nashville liegt an der Maine State Route 11, dem Aroostook Sceanic Highway, eine der ältesten Straßen im nördlichen Maine. Er verbindet die Nashville Plantation mit Fort Kent im Norden und Sherman im Süden.
Durch das Gebiet führt die Bahnstrecke Oakfield–Fort Kent, die jedoch zum Verkauf oder zur Stilllegung ansteht und nur noch unregelmäßig durch die Montreal, Maine and Atlantic Railway im Güterverkehr benutzt wird. Der ehemalige Personenbahnhof befand sich in der Siedlung Skerry .
Der nächstgelegene Flughafen mit Linienflugangebot befindet sich in Presque Isle.

### Öffentliche Einrichtungen
Nashville Plantation besitzt keine eigene Bücherei, die Ashland Community Library ist die nächstgelegene für die Bewohner der Plantation.
Das Katahdin Valley Health Center unterhält eine Einrichtung in Ashland.

### Bildung
Mit dem Nashville Plantation School District wird die Schulbildung der Schulkinder der Plantation organisiert.